# Sabana Grande (Trujillo)
Pour les articles homonymes, voir Sabana Grande.
Sabana Grande est une ville de l'État de Trujillo au Venezuela, capitale de la paroisse civile de Sabana Grande et chef-lieu de la municipalité de Bolívar.